# Säg ingenting till mig
Säg ingenting till mig är Melissa Horns andra album som släpptes den 14 oktober 2009 på Sony Music. Albumet producerades av Ola Gustafsson. Lät du henne komma närmre (spår 2) var den första singeln från detta album.

## Låtlista
Alla låtar är skrivna av Melissa Horn.
1. Jag kan inte skilja på – 4:50
2. Lät du henne komma närmre – 4:29
3. Hur ska det gå? – 3:17
4. Tyck synd om mig nu – 3:41
5. Säg ingenting till mig – 3:32
6. Vem lämnade vem – 4:10
7. Jag vet vem jag är när jag är hos dig – 3:03
8. Med ena foten utanför – 3:50
9. Jag ska sakna dig imorgon – 3:23
10. Falla fritt – 4:01

## Medverkande
- Melissa Horn – sång, gitarr
- Jens Frithiof – gitarr
- Jerker Odelholm – bas
- David Nyström – flygel, orgel
- Ola Gustafsson – gitarr
- Per Nordmark – trummor, slagverk

## Mottagande
Skivan fick ett blandat mottagande när den kom ut med ett snitt på 3,1/5 baserat på 15 recensioner.

## Listplaceringar
| Lista (2009-2013) | Topplacering |
| ----------------- | ------------ |
| Sverige           | 4            |
| Norge             | 2            |
| Danmark           | 15           |